# Филмор (Јута)
Филмор (енгл. Fillmore) град је у америчкој савезној држави Јута.

## Демографија
По попису из 2010. године број становника је 2.435, што је 182 (8,1%) становника више него 2000. године.
| Група             | 2000.         | 2010.         |
| Белци             | 1.906 (84,6%) | 1.917 (78,7%) |
| Афроамериканци    | 2 (0,1%)      | 0 (0,0%)      |
| Азијати           | 45 (2,0%)     | 38 (1,6%)     |
| Хиспаноамериканци | 252 (11,2%)   | 418 (17,2%)   |
| Укупно            | 2.253         | 2.435         |